# Ravnsborg
Ravnsborg is een voormalige gemeente in Denemarken. De oppervlakte bedraagt 197,59 km². De gemeente telde 5569 inwoners waarvan 2891 mannen en 2678 vrouwen (cijfers 2005). Hoofdplaats was Horslunde.
Na de herindeling van 2007 werden de gemeentes Holeby, Højreby, Maribo, Nakskov, Ravnsborg, Rudbjerg en Rødby samengevoegd tot de gemeente Lolland.
- Library of Congress Control Number: n95021570
- Nationale Bibliotheek van Israël: 987007535552005171
- Virtual International Authority File: 123313198
- WorldCat: E39PBJdgW3K3V3hYkB73K7GbVC